# 経験 (テレビドラマ)
『経験』（けいけん）は、東海テレビ制作・フジテレビ系列で、1972年12月4日 - 1973年2月16日に放送された昼ドラマである。

## キャスト
- 原知佐子
- 土屋嘉男
- 早川保

## スタッフ
- 監督：斉村和彦
- 脚本：石堂淑朗